# Médiane de survie
La médiane de survie, ou survie médiane,, est le délai dans lequel la moitié des individus d'un échantillon sont décédés, l'autre moitié étant encore vivante. Les chances pour un individu pris au hasard d'être en vie avant que ce délai soit atteint sont de 50 %.
La médiane, en statistique, est la valeur centrale qui divise en deux parties égales (chaque partie contenant le même nombre d'objets) un échantillon, une population ou une distribution.
Son avantage est qu'elle est peu sensible aux valeurs extrêmes.
Elle ne doit pas être confondue avec la moyenne arithmétique.